# Harpagifer crozetensis
Harpagifer crozetensis is een straalvinnige vissensoort uit de familie van de ijskabeljauwen (Harpagiferidae). De wetenschappelijke naam van de soort is voor het eerst geldig gepubliceerd in 2004 door Prirodina.